# Manuel Huguet
Pour les articles homonymes, voir Huguet.
Manuel Huguet, né le 28 novembre 1918 à Lherm (Haute-Garonne) et mort le 18 avril 1995 à Cornebarrieu,, est un coureur cycliste français professionnel de 1944 à 1951.

## Palmarès
- 1943
  - Grand Prix des Provinces françaises
  - Saint-Girons-Saint-Gaudens
- 1944
  - Champion des Pyrénées de cyclo-cross[3]
  - 2e du Trophée des grimpeurs
  - 9e de Paris-Roubaix
- 1945
  - 2e du Critérium international
  - 3e de Manche-Océan
  - 3e du Grand Prix des Alpes
- 1947
  - Grand Prix du Pneumatique
- 1949
  - 3e du Grand Prix de la Tomate

## Résultats sur les grands tours

### Tour de France
1 participation
- 1947 : éliminé lors de la 8e étape